# Nahverkehrs-Nachrichten
Die Nahverkehrs-Nachrichten (kurz NaNa) ist eine Fachzeitschrift, die aktuelle Informationen zum öffentlichen Personennahverkehr in Deutschland und den Nachbarländern verbreitet. Zielgruppe sind Personen in Verkehrsunternehmen, in der Verkehrsmittelindustrie, in Verbänden, Politik und Wissenschaft. Die wöchentlich erscheinende Zeitschrift ist nur im Abonnement zu beziehen. Das Format beträgt 292 mm × 444 mm.

## Geschichte
Die Nahverkehrs-Nachrichten erschienen ab 1956 als unabhängiger Nachrichtendienst mit Berichten und Informationen des öffentlichen Personenverkehrs bei Alf Teloeken in Düsseldorf (Alba-Verlag). Die Redaktion erhielt ihre Informationen von einem bezahlten Zeitungsdienst – nach Stichworten ausgesuchte und ausgeschnittene Artikel aus gedruckten Zeitungen des ganzen Landes. Während der ersten Jahre wurden die Texte des Mitteilungsblattes in Schreibmaschinenschrift im Format DIN A4 veröffentlicht, erst 1982 wurden alle Texte der Zeitschrift gesetzt (mehrspaltig) und im Offsetdruck gedruckt. Nach und nach stieg ab nun der Bildanteil, 2004 wurden die NaNa farbig.
Die Erscheinungsweise war zu Beginn wöchentlich, Anfang der 1960er Jahre achtmal im Monat (4 Seiten), Anfang der 1980er Jahre wöchentlich (8 Seiten), später 3 × monatlich (1., 10. und 20. Kalendertag), seit Mai 2015 wieder wöchentlich.
Seit 2015 erscheinen die Nahverkehrs-Nachrichten bei DVV Media in Hamburg.

## Belege
1. ↑  Mediadaten bei mediadaten-online.de (Seite nicht mehr abrufbar, festgestellt im Mai 2019. Suche in Webarchiven)  Info: Der Link wurde automatisch als defekt markiert. Bitte prüfe den Link gemäß Anleitung und entferne dann diesen Hinweis.
2. ↑  Bericht über 60 Jahre Nahverkehrs-Nachrichten Sonderbeilage NaNa 20/2018 vom 15. Mai 2015, abgerufen am 9. Mai 2017